# انواع دبیره

## خطوط باستان
- خط میخی، هزاره سوم قبل از میلاد.[۱] (نخستین خط بشری که توسط سومری‌ها اختراع شد[۲])
- خط چینی، هزاره سوم قبل از میلاد.[۳]
- خط فنیقی
- خط هیروگلیف مصری
- خط اوستایی
- خط پهلوی
- خط عبری

## خطوط امروزی
1. سیریلیک: Кириллица
2. یونانی: Ελληνικά
3. گرجی: ქართული (شامل آسومتاورولی، نوسخوری و مخدرولی)
4. ارمنی: Հայերեն
5. چینی: 汉字
6. کانا (ژاپنی): 仮名 (شامل کانجی، هیراگانا و کاتاکانا)
7. هانگول (کره‌ای): 한글
8. عربی: العربیة
9. عبری: עברית
10. برهمایی (هندی): हिन्दी
11. گعز (اتیوپیایی): ግዕዝ
12. تهانا: ތާނަ
13. کانادایی